# Обикновен спанак
Обикновеният спанак (Spinacia oleracea) е зелено покритосеменно растение от семейство Щирови (Amaranthaceae), произлизащо от Централна и Западна Азия. Листата му са широко консумиран зеленчук, както пресен, така и сготвен или консервиран.

## Описание
Спанакът е едногодишно растение, което нараства до 30 cm височина. В умерените региони може да презимува. Листата му са редуващи се, прости, яйцевидни до триъгълни и много променливи по размер: 2 – 30 cm дълги, 1 – 15 cm широки, с по-големи листа в основата на растението и по-малки листа по стеблото. Цветовете му са малки, жълто-зелени, 3 – 4 mm в диаметър, като узряват до малки, твърди и сухи плодови купове с диаметър 5 – 10 mm, които съдържат няколко семена.

## Хранителна стойност
Суровият спанак представлява 91% вода, 4% въглехидрати, 3% протеини и пренебрежимо малко количество мазнини. Порция от 100 грама спанак съдържа 23 калории и има висока хранителна стойност, особено когато е пресен, замразен, задушен или бързо сварен. Той е богат източник на витамините A, C и K, както и на магнезий, манган, желязо и фолиева киселина. Освен това е добър източник и на витамините B2, B6, E, както и на калций, калий и баластни вещества. Суровият спанак има високи нива на оксалати, които блокират абсорбирането на калций и желязо в стомаха и тънкото черво. Спанакът, който се вари с няколко смени на водата, има много по-малко оксалати и се храносмила по-добре.

## Продукция
През 2017 г. световното производство на спанак възлиза на 27,9 милиона тона, като само Китай произвежда 92% от общото количество. Другите по-големи производители на спанак са САЩ, Япония, Турция и Индонезия.
Пресният спанак се продава насипен, на китка или пакетиран в плик. Пресният спанак губи по-голямата част от хранителната си стойност след няколко дни. И докато съхранението в хладилник забавя този ефект с около осем дни, пресният спанак губи повечето от каротиноидите си и фолиевата си киселина през това време. За по-дълготрайно съхранение той се консервира или се бланшира. Замразеният спанак може да е годен до осем месеца.

## История
Счита се, че спанакът произлиза от Персия отпреди 2000 години. От там той е внесен в Индия и Китай чрез Непал през 647 г., когато е наричан „персийки зеленчук“. През 827 г. сарацините го пренасят в Сицилия. Първите писмени свидетелства за спанак по Средиземноморието се появяват в три труда от 10 век: един медицински и два селскостопански. Към 12 век арабите го донасят и в Испания. През Първата световна война е раздавано вино със спанаков сок на ранените френски войници с цел да се спре кървенето им.

## В популярната култура
Комиксовият и анимационен герой Попай е изобразяван от 1931 г. с особено голям афинитет към спанака, особено консервирания такъв. Той става физически по-силен, след като го консумира.